# Neuchâtel Xamax Football Club Serrières 2022-2023
Questa voce raccoglie le informazioni riguardanti il Neuchâtel Xamax Football Club Serrières nelle competizioni ufficiali della stagione 2022-2023.

## Stagione
Nella stagione 2022-2023 lo Xamax Neuchatel, allenato da Andrea Binotto, Jeff Saibene e Ulrich Forte, concluse il campionato di Challenge League al 10º posto. In Coppa Svizzera lo Xamax Neuchatel fu eliminato al secondo turno dal Thun Berner Oberland.

## Rosa
| N. |                           | Ruolo | Calciatore        |
| -- | ------------------------- | ----- | ----------------- |
| 1  | Francia (bandiera)        | P     | Théo Guivarch     |
| 2  | Svizzera (bandiera)       | D     | Till Estermann    |
| 3  | Francia (bandiera)        | D     | Mathieu Gonçalves |
| 4  | Svizzera (bandiera)       | D     | Liridon Berisha   |
| 5  | Svezia (bandiera)         | D     | Mirza Mujčić      |
| 6  | Svizzera (bandiera)       | C     | Fabio Saiz        |
| 7  | Slovenia (bandiera)       | C     | Kenan Fatkič      |
| 8  | Svizzera (bandiera)       | C     | Alexandre Pasche  |
| 9  | Svizzera (bandiera)       | A     | Tician Tushi      |
| 10 | Italia (bandiera)         | C     | Danilo Del Toro   |
| 11 | Svizzera (bandiera)       | C     | Marvin Spielmann  |
| 12 | Svizzera (bandiera)       | C     | Max Veloso        |
| 13 | Svizzera (bandiera)       | D     | Zachary Athekame  |
| 14 | Svizzera (bandiera)       | A     | Raphaël Nuzzolo   |
| 15 | Svizzera (bandiera)       | D     | Yoan Epitaux      |
| 17 | Costa d'Avorio (bandiera) | A     | Soumaila Bakayoko |
| 18 | Svizzera (bandiera)       | A     | Aimery Pinga      |
| 19 | Svizzera (bandiera)       | D     | Ashvin Balaruban  |

| N. |                     | Ruolo | Calciatore     |
| -- | ------------------- | ----- | -------------- |
| 20 | Svizzera (bandiera) | C     | Endrit Morina  |
| 21 | Svizzera (bandiera) | C     | Mats Hammerich |
| 22 | Svizzera (bandiera) | A     | Franck Surdez  |
| 23 | Giappone (bandiera) | D     | Nikki Havenaar |
| 24 | Svizzera (bandiera) | C     | Nikolai Maurer |
| 25 | Francia (bandiera)  | A     | Ayoub Ouhafsa  |
| 26 | Svizzera (bandiera) | P     | Benjamin Roth  |
| 27 | Angola (bandiera)   | D     | Manassé Kilezi |
| 34 | Svizzera (bandiera) | C     | Burak Alili    |
| 35 | Italia (bandiera)   | D     | Frank Amoabeng |
| 36 | Kosovo (bandiera)   | D     | Egzon Rexhaj   |
| 37 | Svizzera (bandiera) | C     | Axel Arm       |
| 39 | Belgio (bandiera)   | D     | Luis Cavanda   |
| 44 | Svizzera (bandiera) | P     | Ysias Hummel   |
| 72 | Svizzera (bandiera) | D     | Adam Ouattara  |
| 80 | Svizzera (bandiera) | C     | Izer Aliu      |
| 99 | Senegal (bandiera)  | A     | Amadou N'Diaye |

## Organigramma societario
Area tecnica
- Allenatore: Andrea Binotto, Jeff Saibene, Ulrich Forte
- Allenatore in seconda: Alexandre Badibanga, Hugo Cabouret
- Preparatore dei portieri: Thierry Baur
- Preparatori atletici:

## Calciomercato

### Sessione estiva
| Acquisti | Acquisti         | Acquisti             | Acquisti |
| R.       | Nome             | da                   | Modalità |
| -------- | ---------------- | -------------------- | -------- |
| D        | Nikki Havenaar   | Thun Berner Oberland |          |
| C        | Brahima Ouattara | Nizza (CFA)          |          |
| C        | Izer Aliu        | Kriens               |          |
| D        | Ashvin Balaruban | Lucerna              |          |
| C        | Danilo Del Toro  | Sciaffusa            |          |
| C        | Kenan Fatkič     | Thun Berner Oberland |          |
| P        | Ysias Hummel     | La Chaux-de-Fonds    |          |
| C        | Endrit Morina    | Bienne               |          |
| D        | Mirza Mujčić     | Sciaffusa            |          |

| Cessioni | Cessioni         | Cessioni           | Cessioni |
| R.       | Nome             | a                  | Modalità |
| -------- | ---------------- | ------------------ | -------- |
| C        | Nicky Beloko     | Lucerna            |          |
| A        | Angé Dakouri     | Neuchâtel Xamax II |          |
| D        | Igor Đurić       | Echallens          |          |
| D        | Mike Gomes       | Neuchâtel Xamax II |          |
| C        | Samuel Kasongo   | Tolosa             |          |
| C        | Yannick Marchand | Basilea            |          |
| C        | Alan Rodriguez   | Yverdon            |          |
| P        | Benjamin Roth    | Neuchâtel Xamax II |          |
| D        | Dylan Tavares    | Bastia             |          |

### Sessione invernale
| Acquisti | Acquisti         | Acquisti | Acquisti |
| R.       | Nome             | da       | Modalità |
| -------- | ---------------- | -------- | -------- |
| A        | Amadou N'Diaye   | Metz     |          |
| C        | Marvin Spielmann | Losanna  |          |
| A        | Tician Tushi     | Basilea  |          |
| D        | Frank Amoabeng   | Novara   |          |

| Cessioni | Cessioni         | Cessioni          | Cessioni |
| R.       | Nome             | a                 | Modalità |
| -------- | ---------------- | ----------------- | -------- |
| D        | Gianluca Romano  | FC Prishtina Bern |          |
| A        | Altin Zymberi    | FC Prishtina Bern |          |
| A        | Henri Koide      | Beerschot VA      |          |
| C        | Brahima Ouattara | RC Abidjan        |          |

## Risultati

### Challenge League

#### Prima fase, girone di andata
| Arbitro: | Turkes |

|                         |           |  |
| Silvio 32’ Montolio 42’ | Marcatori |  |

| Arbitro: | von Mandach |

|           |           |                        |
| Koide 37’ | Marcatori | 45’ Vladi 70’ Gjorgjev |

| Arbitro: | San |

|                         |           |  |
| González 57’ Cherny 84’ | Marcatori |  |

| Arbitro: | Odiet |

|                      |           |                                   |
| Pasche 32’ Koide 63’ | Marcatori | 31’, 82’ (rig.) Koné 77’ Berdayes |

| Arbitro: | Wolfensberger |

|  |           |                  |
|  | Marcatori | 44’ (rig.) Coyle |

| Arbitro: | Drmic |

|                                |           |           |
| Samba 61’ Romero 71’ Souza 90’ | Marcatori | 22’ Koide |

| Arbitro: | von Mandach |

|                                        |           |            |
| Berisha 41’ (aut.) Guivarch 76’ (aut.) | Marcatori | 7’ Nuzzolo |

| Arbitro: | Thies |

|                    |           |            |
| Nuzzolo 44’ (rig.) | Marcatori | 67’ Gasser |

| Arbitro: | von Mandach |

|                          |           |              |
| Ndongo 31’ Lüchinger 56’ | Marcatori | 38’ Bakayoko |

#### Prima fase, girone di ritorno
| Arbitro: | Huwiler |

|                                          |           |  |
| Ouattara 4’, 40’ Del Toro 28’ Pasche 65’ | Marcatori |  |

| Arbitro: | Staubli |

|                                |           |                    |
| Koyalipou 45’ (rig.) Okuka 72’ | Marcatori | 82’ (rig.) Nuzzolo |

| Arbitro: | Horisberger |

|          |           |               |
| Saiz 50’ | Marcatori | 79’ Bobadilla |

| Arbitro: | von Mandach |

|                           |           |                                     |
| Gashi 45’, 49’ Fazliu 68’ | Marcatori | 57’ Del Toro 58’ Koide 86’ Ouattara |

| Arbitro: | Horisberger |

|                       |           |                      |
| Pinga 57’ Nuzzolo 70’ | Marcatori | 8’ Ndongo 59’ Rüdlin |

| Arbitro: | von Mandach |

|                  |           |             |
| Çiçek 14’ (rig.) | Marcatori | 46’ Berisha |

| Arbitro: | Piccolo |

|                        |           |          |
| Alili 12’ Havenaar 57’ | Marcatori | 45’ Okou |

| Arbitro: | Gianforte |

|             |           |               |
| Nuzzolo 67’ | Marcatori | 56’ Lukembila |

| Arbitro: | Cibelli |

|                          |           |                    |
| Koné 4’, 72’ Lusuena 90’ | Marcatori | 16’ (rig.) Nuzzolo |

#### Seconda fase, girone di andata
| Arbitro: | Kanagasingam |

|              |           |           |
| Bakayoko 49’ | Marcatori | 43’ Kalem |

| Arbitro: | Grundbacher |

|             |           |  |
| Bertone 58’ | Marcatori |  |

| Arbitro: | Piccolo |

|                            |           |                                  |
| Del Toro 13’ Spielmann 68’ | Marcatori | 24’ Labeau 52’ Bernède 84’ Brown |

| Arbitro: | Schmölzer |

|                                       |           |                      |
| Wallner 20’ Silvio 61’ Dickenmann 85’ | Marcatori | 1’ Aliu 53’ Del Toro |

| Arbitro: | Odiet |

|           |           |                           |
| Đokić 17’ | Marcatori | 38’ Havenaar 75’ Del Toro |

| Neuchâtel 3 marzo 2023, ore 20:15 CET 24ª giornata | Xamax Neuchâtel | 0 – 0 referto | Aarau | La Maladière (2 914 spett.)\| Arbitro: \| Thies \| |
| Arbitro:                                           | Thies           |               |       |                                                    |

| Arbitro: | Schärli |

|              |           |                      |
| Del Toro 64’ | Marcatori | 90’ Hautier 90’ Kury |

| Arbitro: | Odiet |

|          |           |                    |
| Samba 4’ | Marcatori | 51’ (rig.) Nuzzolo |

| Arbitro: | Staubli |

|             |           |          |
| Ouhafsa 75’ | Marcatori | 53’ Okou |

#### Seconda fase, girone di ritorno
| Arbitro: | Kanagasingam |

|                         |           |  |
| Beyer 17’ Rodrigues 61’ | Marcatori |  |

| Arbitro: | Piccolo |

|  |           |                 |
|  | Marcatori | 33’ (rig.) Muci |

| Arbitro: | Horisberger |

|                                                     |           |                         |
| Hunziker 5’, 28’ Jäckle 32’ Vladi 47’ Cvetković 74’ | Marcatori | 26’ Ouhafsa 81’ N'Diaye |

| Arbitro: | Kanagasingam |

|               |           |             |
| Spielmann 74’ | Marcatori | 86’ Oberlin |

| Arbitro: | Gianforte |

|                    |           |  |
| Mulaj 73’ Okou 87’ | Marcatori |  |

| Arbitro: | Dudic |

|                       |           |              |
| Brown 29’ Sanches 75’ | Marcatori | 62’ Bakayoko |

| Arbitro: | Odiet |

|                                     |           |  |
| Spielmann 5’ Bakayoko 37’ Pinga 87’ | Marcatori |  |

| Arbitro: | Tschudi |

|          |           |          |
| Luan 14’ | Marcatori | 34’ Aliu |

| Arbitro: | Huwiler |

|             |           |                                            |
| Ouhafsa 54’ | Marcatori | 3’, 38’, 48’, 63’ Sasere 44’ Isik 56’ Fehr |

### Spareggio promozione-retrocessione
| Arbitro: | Schnyder |

|             |           |                                   |
| Volkart 54’ | Marcatori | 7’ Aliu 20’ Bakayoko 26’ Del Toro |

| Neuchâtel 3 giugno 2023, ore 19:00 CEST ritorno                        | Xamax Neuchâtel | 3 – 0 referto | Rapperswil-Jona | La Maladière (6 414 spett.) |
| \| \| \| \| \| Hammerich 58’ Del Toro 69’ Pinga 73’ \| Marcatori \| \| |                 |               |                 |                             |
|                                                                        |                 |               |                 |                             |
| Hammerich 58’ Del Toro 69’ Pinga 73’                                   | Marcatori       |               |                 |                             |

### Coppa Svizzera
| Arbitro: | Odiet |

|               |           |                                                   |
| Guarnieri 15’ | Marcatori | 4’ Epitaux 29’ Ouhafsa 64’ Aliu 76’, 78’ Bakayoko |

| Arbitro: | Thies |

|              |           |                      |
| Del Toro 30’ | Marcatori | 33’ Ndongo 90’ Toure |

## Statistiche

### Statistiche di squadra
| Competizione                       | Punti | In casa | In casa | In casa | In casa | In casa | In casa | In trasferta | In trasferta | In trasferta | In trasferta | In trasferta | In trasferta | Totale | Totale | Totale | Totale | Totale | Totale | DR  |
| Competizione                       | Punti | G       | V       | N       | P       | Gf      | Gs      | G            | V            | N            | P            | Gf           | Gs           | G      | V      | N      | P      | Gf     | Gs     | DR  |
| ---------------------------------- | ----- | ------- | ------- | ------- | ------- | ------- | ------- | ------------ | ------------ | ------------ | ------------ | ------------ | ------------ | ------ | ------ | ------ | ------ | ------ | ------ | --- |
| Challenge League                   | 24    | 18      | 3       | 8       | 7       | 24      | 27      | 18           | 1            | 4            | 13           | 18           | 38           | 36     | 4      | 12     | 20     | 42     | 65     | -23 |
| Spareggio promozione-retrocessione | -     | 1       | 1       | 0       | 0       | 3       | 0       | 1            | 1            | 0            | 0            | 3            | 1            | 2      | 2      | 0      | 0      | 6      | 1      | +5  |
| Coppa Svizzera                     | -     | 1       | 0       | 0       | 1       | 1       | 2       | 1            | 1            | 0            | 0            | 5            | 1            | 2      | 1      | 0      | 1      | 6      | 3      | +3  |
| Totale                             | 24    | 20      | 4       | 8       | 8       | 28      | 29      | 20           | 3            | 4            | 13           | 26           | 40           | 40     | 7      | 12     | 21     | 54     | 69     | -15 |

### Andamento in campionato
| Giornata  | 1  | 2  | 3  | 4  | 5  | 6  | 7  | 8  | 9  | 10 | 11 | 12 | 13 | 14 | 15 | 16 | 17 | 18 | 19 | 20 | 21 | 22 | 23 | 24 | 25 | 26 | 27 | 28 | 29 | 30 | 31 | 32 | 33 | 34 | 35 | 36 |
| --------- | -- | -- | -- | -- | -- | -- | -- | -- | -- | -- | -- | -- | -- | -- | -- | -- | -- | -- | -- | -- | -- | -- | -- | -- | -- | -- | -- | -- | -- | -- | -- | -- | -- | -- | -- | -- |
| Luogo     | T  | C  | T  | C  | C  | T  | T  | C  | T  | C  | T  | C  | T  | C  | T  | C  | C  | T  | C  | T  | C  | T  | T  | C  | C  | T  | C  | T  | C  | T  | C  | T  | T  | C  | T  | C  |
| Risultato | P  | P  | P  | P  | P  | P  | P  | N  | P  | V  | P  | N  | N  | N  | N  | V  | N  | P  | N  | P  | P  | P  | V  | N  | P  | N  | N  | P  | P  | P  | N  | P  | P  | V  | N  | P  |
| Posizione | 10 | 10 | 10 | 10 | 10 | 10 | 10 | 10 | 10 | 10 | 10 | 10 | 10 | 10 | 10 | 10 | 10 | 10 | 10 | 10 | 10 | 10 | 10 | 10 | 10 | 10 | 10 | 10 | 10 | 10 | 10 | 10 | 10 | 10 | 10 | 10 |

Legenda:

Luogo: C = Casa; T = Trasferta. Risultato: V = Vittoria; N = Pareggio; P = Sconfitta.

### Statistiche dei giocatori
| Giocatore    | Challenge League | Challenge League | Challenge League | Challenge League | Coppa Svizzera | Coppa Svizzera | Coppa Svizzera | Coppa Svizzera | Totale   | Totale | Totale      | Totale     |
| Giocatore    | Presenze         | Reti             | Ammonizioni      | Espulsioni       | Presenze       | Reti           | Ammonizioni    | Espulsioni     | Presenze | Reti   | Ammonizioni | Espulsioni |
| ------------ | ---------------- | ---------------- | ---------------- | ---------------- | -------------- | -------------- | -------------- | -------------- | -------- | ------ | ----------- | ---------- |
| B. Alili     | 11               | 1                | 0                | 0                | 2              | 0              | 1              | 0              | 13       | 1      | 1           | 0          |
| I. Aliu      | 31               | 2                | 4                | 0                | 1              | 1              | 0              | 0              | 32       | 3      | 4           | 0          |
| F. Amoabeng  | 11               | 0                | 2                | 0                | 0              | 0              | 0              | 0              | 11       | 0      | 2           | 0          |
| A. Arm       | 1                | 0                | 1                | 0                | 0              | 0              | 0              | 0              | 1        | 0      | 1           | 0          |
| Z. Athekame  | 12               | 0                | 3                | 0                | 0              | 0              | 0              | 0              | 12       | 0      | 3           | 0          |
| S. Bakayoko  | 28               | 4                | 5                | 1                | 2              | 2              | 0              | 0              | 30       | 6      | 5           | 1          |
| A. Balaruban | 20               | 0                | 4                | 0                | 2              | 0              | 1              | 0              | 22       | 0      | 5           | 0          |
| L. Berisha   | 26               | 1                | 6                | 0                | 1              | 0              | 1              | 0              | 27       | 1      | 7           | 0          |
| L. Cavanda   | 6                | 0                | 2                | 0                | 0              | 0              | 0              | 0              | 6        | 0      | 2           | 0          |
| A. Dakouri   | 6                | 0                | 0                | 0                | 1              | 0              | 0              | 0              | 7        | 0      | 0           | 0          |
| D. Del Toro  | 29               | 6                | 4                | 0                | 1              | 1              | 0              | 0              | 30       | 7      | 4           | 0          |
| Y. Epitaux   | 10               | 0                | 5                | 0                | 1              | 1              | 0              | 0              | 11       | 1      | 5           | 0          |
| T. Estermann | 0                | 0                | 0                | 0                | 0              | 0              | 0              | 0              | 0        | 0      | 0           | 0          |
| K. Fatkič    | 32               | 0                | 6                | 1                | 0              | 0              | 0              | 0              | 32       | 0      | 6           | 1          |
| M. Gonçalves | 8                | 0                | 0                | 1                | 1              | 0              | 0              | 0              | 9        | 0      | 0           | 1          |
| T. Guivarch  | 35               | 0                | 1                | 0                | 2              | 0              | 0              | 0              | 37       | 0      | 1           | 0          |
| M. Hammerich | 28               | 0                | 4                | 2                | 2              | 0              | 0              | 0              | 30       | 0      | 4           | 2          |
| N. Havenaar  | 26               | 2                | 8                | 0                | 1              | 0              | 0              | 0              | 27       | 2      | 8           | 0          |
| Y. Hummel    | 0                | 0                | 0                | 0                | 0              | 0              | 0              | 0              | 0        | 0      | 0           | 0          |
| M. Kilezi    | 0                | 0                | 0                | 0                | 0              | 0              | 0              | 0              | 0        | 0      | 0           | 0          |
| H. Koide     | 14               | 4                | 2                | 0                | 2              | 0              | 0              | 0              | 16       | 4      | 2           | 0          |
| N. Maurer    | 1                | 0                | 0                | 0                | 1              | 0              | 0              | 0              | 2        | 0      | 0           | 0          |
| E. Morina    | 0                | 0                | 0                | 0                | 0              | 0              | 0              | 0              | 0        | 0      | 0           | 0          |
| M. Mujčić    | 11               | 0                | 2                | 1                | 1              | 0              | 0              | 0              | 12       | 0      | 2           | 1          |
| A. N'Diaye   | 15               | 1                | 2                | 0                | 0              | 0              | 0              | 0              | 15       | 1      | 2           | 0          |
| R. Nuzzolo   | 31               | 7                | 4                | 0                | 2              | 0              | 0              | 0              | 33       | 7      | 4           | 0          |
| A. Ouattara  | 6                | 0                | 2                | 0                | 1              | 0              | 1              | 0              | 7        | 0      | 3           | 0          |
| B. Ouattara  | 11               | 3                | 1                | 0                | 1              | 0              | 0              | 0              | 12       | 3      | 1           | 0          |
| A. Ouhafsa   | 19               | 3                | 3                | 0                | 1              | 1              | 0              | 0              | 20       | 4      | 3           | 0          |
| A. Pasche    | 27               | 2                | 8                | 0                | 0              | 0              | 0              | 0              | 27       | 2      | 8           | 0          |
| A. Pinga     | 19               | 2                | 1                | 0                | 0              | 0              | 0              | 0              | 19       | 2      | 1           | 0          |
| E. Rexhaj    | 1                | 0                | 1                | 0                | 0              | 0              | 0              | 0              | 1        | 0      | 1           | 0          |
| G. Romano    | 1                | 0                | 0                | 0                | 0              | 0              | 0              | 0              | 1        | 0      | 0           | 0          |
| B. Roth      | 1                | 0                | 0                | 0                | 0              | 0              | 0              | 0              | 1        | 0      | 0           | 0          |
| F. Saiz      | 24               | 1                | 9                | 0                | 2              | 0              | 0              | 0              | 26       | 1      | 9           | 0          |
| M. Spielmann | 13               | 3                | 3                | 0                | 0              | 0              | 0              | 0              | 13       | 3      | 3           | 0          |
| F. Surdez    | 7                | 0                | 1                | 0                | 0              | 0              | 0              | 0              | 7        | 0      | 1           | 0          |
| T. Tushi     | 4                | 0                | 0                | 0                | 0              | 0              | 0              | 0              | 4        | 0      | 0           | 0          |
| M. Veloso    | 23               | 0                | 4                | 0                | 2              | 0              | 0              | 0              | 25       | 0      | 4           | 0          |
| A. Zymberi   | 1                | 0                | 0                | 0                | 0              | 0              | 0              | 0              | 1        | 0      | 0           | 0          |